# América (álbum de Miguel Gallardo)
América es el nombre del décimo y penúltimo álbum de estudio grabado por el cantautor español Miguel Gallardo, publicado por la empresa discográfica PolyGram Latino a finales de 1988, primero de la dicha compañía discográfica. El álbum América fue producido por K. C. Porter y co-producido por Mark Spiro y cuenta con 10 canciones. En este álbum se desprenden los sencillos: «Yo fui el segundo en tu vida», «Nunca como la primera vez» y «Se me olvida olvidarte». Además el álbum fue nominado para el Premio Grammy a la Mejor Interpretación de Pop Latino en la 32°. edición anual de los Premios Grammy celebrada el miércoles 21 de febrero de 1990.

## Lista de canciones
- Todas las canciones escritas y compuestas por Miguel Gallardo, excepto donde se indica.

| América |                                |                                         |          |  |
| N.º     | Título                         | Escritor(es)                            | Duración |  |
| 1.      | «Te entro»                     | Miguel Gallardo                         | 4:57     |  |
| 2.      | «Muñeca»                       | Miguel Gallardo · Mark Spiro            | 3:48     |  |
| 3.      | «Baila gitana»                 | Miguel Gallardo                         | 5:11     |  |
| 4.      | «Nunca como la primera vez»    | Miguel Gallardo                         | 3:56     |  |
| 5.      | «Se me olvida olvidarte»       | Miguel Gallardo                         | 4:36     |  |
| 6.      | «América»                      | Miguel Gallardo                         | 5:31     |  |
| 7.      | «Desnúdate, desnúdate»         | Miguel Gallardo                         | 3:39     |  |
| 8.      | «Crisis total»                 | Miguel Gallardo · Mark Spiro · Ed Arkin | 5:17     |  |
| 9.      | «Yo fui el segundo en tu vida» | Miguel Gallardo                         | 3:48     |  |
| 10.     | «Soy como soy»                 | Miguel Gallardo                         | 4:07     |  |

- Datos: Q5673477